# Ctenomys bonettoi
El tuco-tuco o tuco-tuco chaqueño (Ctenomys bonettoi) es una especie de roedor de la familia Ctenomyidae endémica de Argentina.
El nombre específico bonettoi fue elegido por los autores en honor al naturalista Argentino Aurelio Bonetto. El nombre común en inglés, Bonetto's tuco-tuco (tuco-tuco de Bonetto), alude a ese reconocimiento.